# Margarethenkirche (Mediaș)

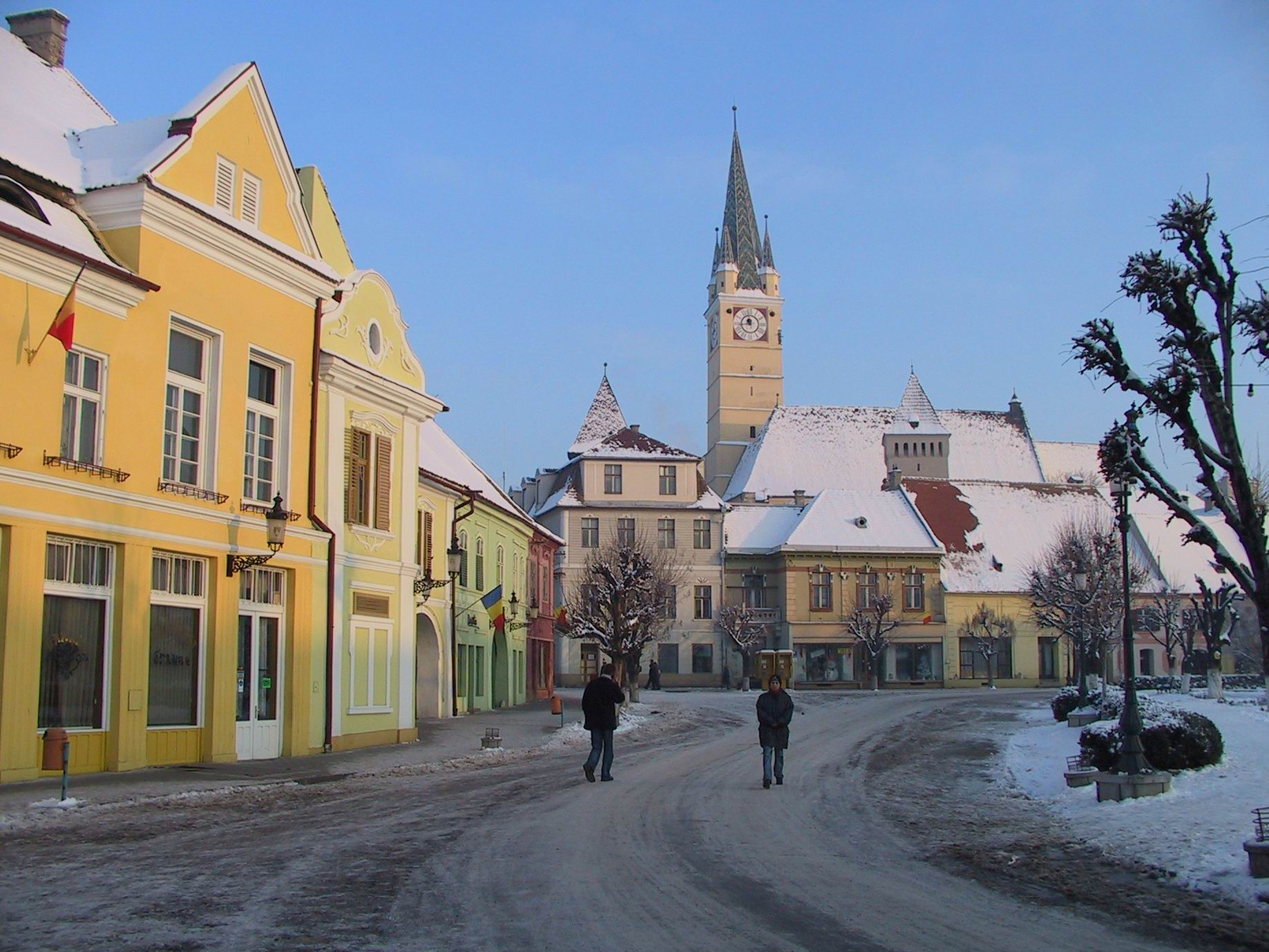
Marktplatz von Mediaș mit der Margarethenkirche im Hintergrund

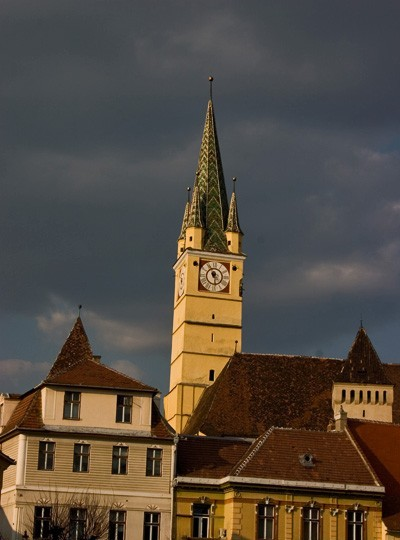
Der schiefe Trompeterturm der Margarethenkirche

Die Margarethenkirche ist die Stadtpfarrkirche der Evangelischen Kirche A.B. in Mediaș in Rumänien, deren schiefer Hauptturm, der Trompeterturm oder Tramiter, auch heute noch das Stadtbild beherrscht. Die Kirche gehört zu den bedeutendsten spätgotischen Kirchenburgen der Siebenbürger Sachsen, von denen einige heute zum UNESCO-Welterbe zählen.

## Geschichte
Die erhaltenen mittelalterlichen Quellen nennen Mediaș zuerst im Jahre 1267, doch es gibt Grund zur Annahme, dass die vermutlich von deutsch-sprechenden Siedlern gegründete Ortschaft älter ist. Die in den Jahren 1971 und 1972 durchgeführten archäologischen Grabungen haben gezeigt, dass in der zweiten Hälfte des 13. Jahrhunderts an der Stelle, wo die Kirche sich heute befindet, ein von den deutschen Bewohnern errichtetes Gotteshaus stand. Die Bevölkerung des Ortes muss schnell gewachsen sein, denn schon etwa 50 Jahre später musste dieser Bau einer Saalkirche mit auffallend langem Hauptschiff weichen. In dem heutigen nördlichen Seitenschiff sind Teile davon erhalten geblieben.
1414 wird die Kirche erstmals als Stadtpfarrkirche unter dem Patrozinium der Hl. Margareta von Antiochia urkundlich erwähnt. Spätestens nach dem Türkeneinfall von 1438 haben die Bewohner von Mediaș mit dem Bau ihrer dritten Kirche begonnen. 1447 wird beurkundet, dass Pfarrer Christian aus Mettersdorf „in porta ecclesiae parochialis beate Margarethe virginis et martyris in oppido Medyes –  an der Tür der Pfarrkirche der heiligen Jungfrau und Märtyrerin Margarethe“ Einspruch gegen ein Unrecht des Weissenburger Bischofs erhoben habe. Die älteste Glocke der Kirche stammt aus dem Jahr 1449 und trägt die Inschrift „o [r]ex gloriae veni cum pace – O König der Ehren, komme mit Frieden“. In der zweiten Hälfte des 15. Jahrhunderts wurde an Chor, Haupt- und südlichem Seitenschiff gebaut. Der Chronist Georg Soterius schrieb im 18. Jahrhundert in seiner „Historia Transilvaniae“, dass an einem Turm der Anlage die Jahreszahl 1482 gestanden habe. Abgeschlossen worden seien die Bauarbeiten im Jahr 1488. Um die gleiche Zeit haben die Einwohner aus Mediaș das sogenannte Kirchenkastell erbaut, eine Wehranlage mit mehrfachen Mauergürteln, Verteidigungsgraben und Wehrtürmen, die heute zum Teil noch erhalten sind. Das war eine für die damalige Zeit kaum vorstellbare finanzielle und auch technische Leistung. Urkundlich erwähnt werden die Befestigungsanlagen schon 1452.
Im Zuge des reformatorischen Bildersturms wurden 1545 die Nebenaltäre und Bilder aus der Kirche entfernt, wohl in Zusammenhang mit der ersten Evangelischen Synode Siebenbürgens, die in diesem Jahr in der Margarethenkirche stattfand. Weitere Reparaturarbeiten an der Kirche sind für 1584, 1606, 1636 und 1668 dokumentiert. Eine kleine Glocke im Geläute der Pfarrkirche mit der Inschrift „Soli Deo Gloria“ trägt das Datum 1587. 1732 wurde die Orgel auf der Westempore wieder hergestellt. 1832 wurden die Pfeiler der Nordseite untermauert. Das Archiv der Stadtpfarrkirche dokumentiert größere Reparaturarbeiten in den Jahren 1888–1892. 1927–1930 wurden umfangreiche Arbeiten zur Befestigung der Fundamente des Trompeterturms durchgeführt. 1971–1972 führten Vasile Crişan und Mariana Beldie-Dumitrache archäologische Grabungen durch. 1973–1974 wurden erneut Stabilisierungsarbeiten an den Fundamenten des Trompeterturms notwendig; die beiden unteren Geschosse wurden mit Spannbeton ummantelt, 1973–1986 fanden weitere Restaurierungsarbeiten statt. 1976–1982 wurde der bedeutende spätgotische Flügelaltar der Kirche in der landeskirchlichen Restaurierungswerkstatt unter Leitung von Gisela Richter restauriert. Im Jahr 1992 erhielt der Mittelschrein des Altars eine Figurengruppe des österreichischen Bildhauers Franz Pichler.
Seit längerem war bekannt, dass in einer Kammer im Seilerturm eine Anzahl von älteren Büchern lagerte. Der kulturhistorische Wert und der große Umfang dieser kleinen Bibliothek wurde erst im Rahmen einer wissenschaftlichen Aufarbeitung deutlich, die ab dem Juni 2022 stattfand. Nach diesem auch von der Beauftragten der Bundesregierung für Kultur und Medien geförderten Projekt umfasst der Buchbestand insgesamt 139 Buchdrucke von 1470 bis 1600, zwei Bände mit Handschriften aus der ersten Hälfte des 16. Jahrhunderts, ungefähr 60 Dokumente aus dem 14. bis 16. Jahrhundert und mehrere Verwaltungsregister der Kirchengemeinde Mediasch aus dem 17. bis 18. Jahrhundert, die zum Teil mittelalterlicher Handschriften beinhalten. Die meisten davon sind in lateinischer Sprache verfasst. Vermutlich waren diese dort schon deutlich vor dem Ersten Weltkrieg eingelagert und dann vergessen worden. Die Fragmente der mittelalterlichen Handschriften waren teilweise für den Einband jüngerer Werke zweckentfremdet worden und so erhalten geblieben. Die Entdeckung verursachte ein erhebliches Medieninteresse.

## Befestigung und Türme

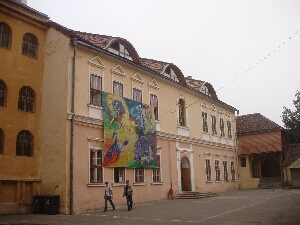
Hermann-Oberth-Schule im Kirchhof

Unter dem sogenannten Tor- oder Glockenturm mit seinem hölzernen Wehrgang betritt man heute den Kirchhof. Geht man auf der Nordseite der Kirche weiter, so liegt links davon die 1713 erbaute „alte Schule“, die heutige Hermann-Oberth-Schule. Ihr Gebäude schließt heute den fünften Wehrturm ein, der 1888 bis unter das Schuldach abgetragen worden ist.
Weiter nach Osten steht der sogenannte Seiler- oder Speckturm mit seinen regelmäßig angeordneten vorragenden Gusslöchern. Im 19. Jahrhundert begann man, ihn für die Aufbewahrung von Speckseiten zu benutzen, was sich in seinem Namen niedergeschlagen hat.
Es folgt das Geburtshaus von Stephan Ludwig Roth, einem fortschrittlichen Denker und Kämpfer, der in den Wirren der Revolution von 1848/49 von einem ungarischen Standgericht zum Tode verurteilt und erschossen worden ist.
An der Ostseite der Kirche steht das Pfarrhaus, welches möglicherweise ein altes Kloster gewesen ist. Im Inneren des Hauses befinden sich heutzutage Räumlichkeiten der Kirchengemeinde sowie 2 Pfarrwohnungen. Das sogenannte Musikzimmer verfügt im ersten Stock des Hauses über ein mittelalterliches Kreuzigungsfresko. An einer Wand im Obergeschoss sind Inschriften (Gebete) erhalten geblieben. Dieser Raum wurde früher als ehemaliges Refektorium des Klosters bezeichnet. Bei der Schaffung einer weiteren Wohnung im Obergeschoss in den 1960er-Jahren wurde dieser große historische Raum verbaut. Insgesamt verfügt dieses Haus über mehrere Kreuzgewölbe sowie einige erhalten gebliebene tiefe Fensternischen mit Sitzbänken. Das Haus wurde ungefähr um 1800 mit einer Loggia im spätbarocken-klassizistischen Stil an der Nordseite versehen. Um mehr Platz zu schaffen, hat man das Haus nach dem Zweiten Weltkrieg nach Norden mit einem einstöckigen Anbau vergrößert. An der Südseite des Pfarrhauses befindet sich der mit einem Pultdach und Zinnen versehene Marienturm, der seinen Namen von einer Kapelle hat, die sich im Erdgeschoss dieses Baus befindet und die nach den Resten der erhaltenen gebliebenen Wandmalereien zu schließen, zu Beginn des 16. Jahrhunderts hier eingerichtet worden war. In der Kapelle befindet sich an der Ostseite ein Rest eines Altars. Im Boden der Marienkapelle befindet sich eine Holzklappe, welche den Zugang zu einer Treppe zur Krypta unter der Kapelle verdeckt. In diesem unterirdischen Raum werden heutzutage unter anderem einige Grabsteine gelagert. Auf der Südseite der Kirche folgt der 1803 erbaute überdachte Treppenaufgang, der eine direkte Verbindung vom Marktplatz der Stadt herstellen sollte. Die letzte Befestigung des hier doppelten Mauerringes ist der Schneiderturm, auch mit Schießscharten und Gußlöchern zur Verteidigung ausgerüstet.

### Trompeterturm

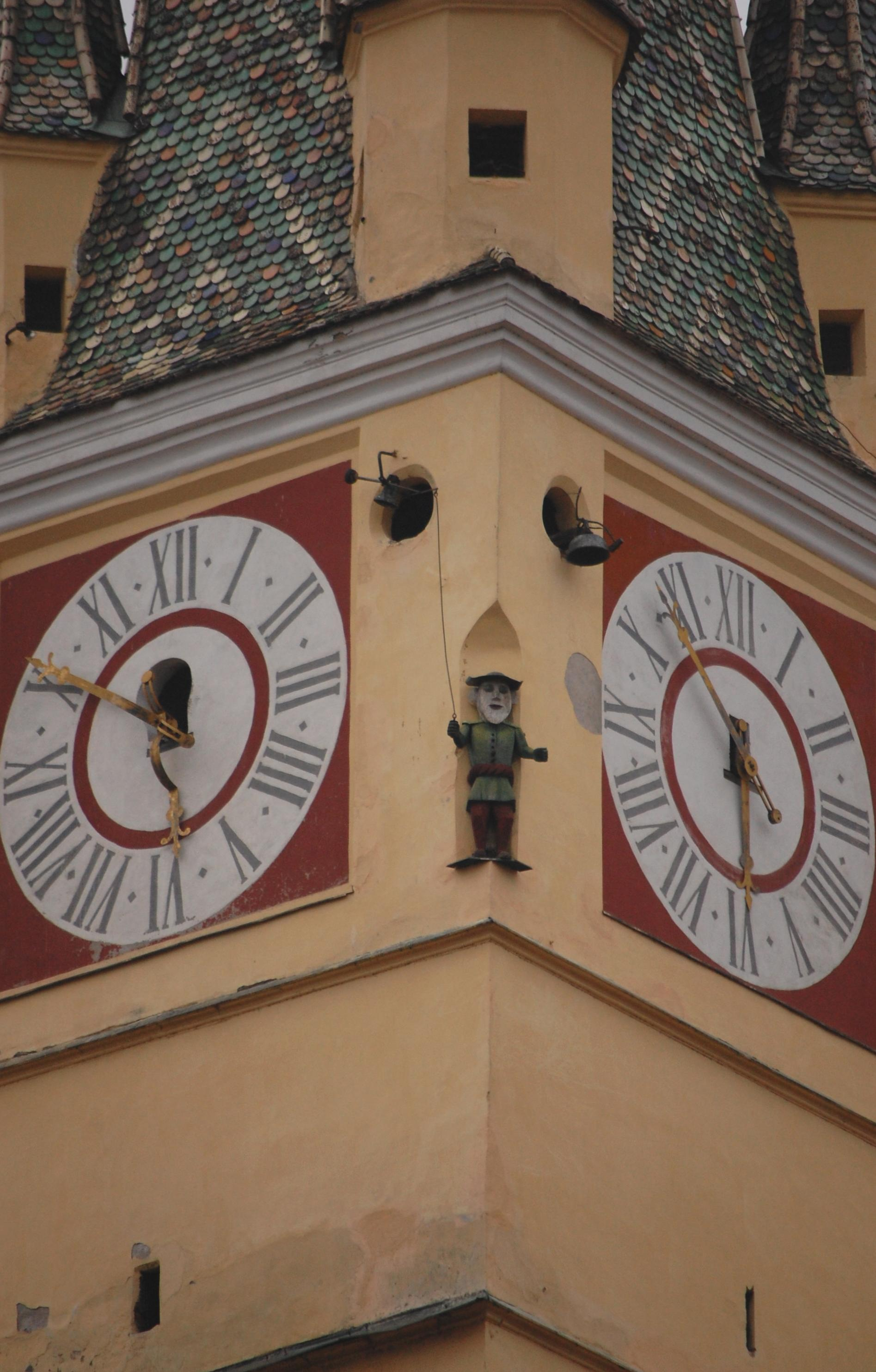
Der „Turepitz“ auf dem Trompeterturm

1550, als Mediaș das Stadtrecht erhielt, wurde der Trompeterturm („Tramiter“) um drei Stockwerke erhöht. Als Zeichen dafür, dass das Mediașer Gericht auch Todesurteile aussprechen und vollstrecken konnte, wurden die vier kleinen Ecktürmchen errichtet. Durch den Druck der zusätzlichen Stockwerke wuchs die Belastung des Fundaments, so dass dieses nicht mehr standhielt. Der Turm begann sich zu neigen und weicht heute in einer Höhe von 68,50 m um 2,30 m von der Senkrechten ab. Spätestens Mitte des 17. Jahrhunderts musste der Turm mit zwei massiven Schwibbögen nach Nordwesten und Nordosten abgestützt werden. Die Glocken wurden in den benachbarten Turm verbracht, in dem sie auch heute noch erklingen. 1927 bis 1930 erfolgten umfangreiche Stabilisierungsmaßnahmen, erneut im Jahre 1972, die erst zu Beginn der achtziger Jahre abgeschlossen werden konnten. Während bis 1977 die Arbeiten von staatlichen Stellen finanziert wurden, ist die Restaurierung nachher allein mit Hilfe kirchlicher Mittel fortgeführt und abgeschlossen worden. 2015 wurden der Außenputz des Trompeterturms sowie das Dach renoviert.
Seit dem 17. Jahrhundert steht in einer Nische der südöstlichen Ecke des Trompeterturms auf der Höhe der Turmuhr eine hölzerne Figur, der „Turepitz“. Über einen einfachen Mechanismus läutet er mit einer kleinen Glocke die volle Stunde ein. Das stark verwitterte Original aus Eichenholz, auf dem die Jahreszahl 16[…]0 erkennbar ist, wurde 1927 durch eine Rolandsfigur mit Schwert ersetzt. 1982 fertigte Kurtfritz Handel ein dem Original nachempfundenes, farbig gefasstes „Glockenmännchen“ an, das seither als liebenswertes Detail auf dem Turm steht. 2015 wurde der „Turepitz“ im Zuge der Sanierungsarbeiten am Trompeterturm restauriert. Die aus dem Jahr 1751 stammende, seit den 1950er Jahren beschädigte Stundenglocke des Trompeterturms wurde neu gegossen und als Geschenk der Mediascher Partnergemeinde Herrenberg im September 2015 an alter Stelle angebracht.

### Ostturm mit Kapelle

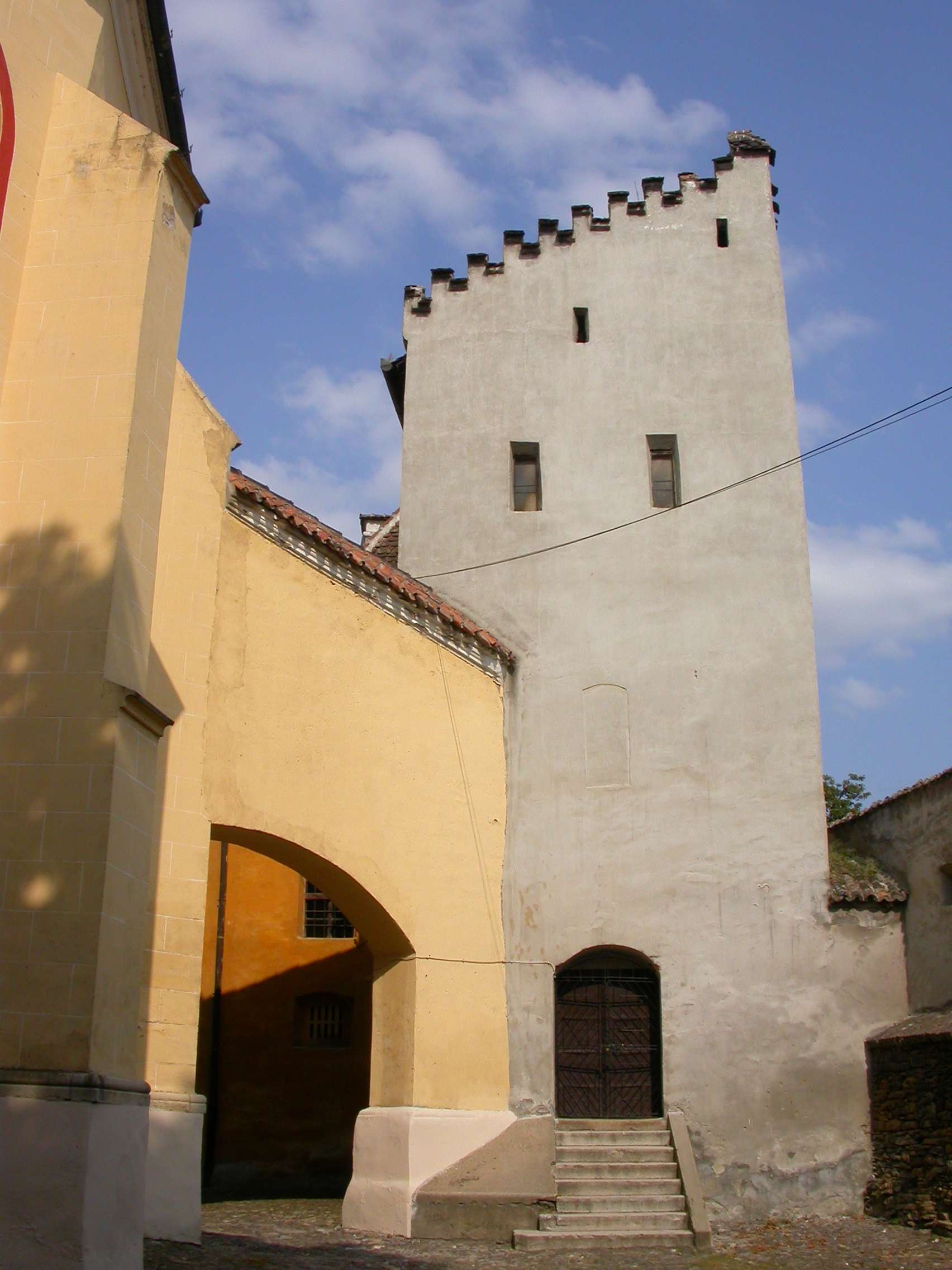
Ostturm (Marienturm)

Der Ostturm der Kirchenburg, der Marienturm, ist mit Zinnen bekrönt und trägt ein Pultdach. In seinem Erdgeschoss befindet sich eine reich mit Fresken ausgestattete kleine Kapelle. Ihre Wände und Gewölbe sind mit einem Rippennetzwerk aus Stuck gestaltet, das Elemente des spätgotischen Flamboyantstils aufgreift.
Im halbzylindrischen Gewölbe bildet das Rippennetz fünf Medaillons mit Inschriftenbändern, in deren Zentrum das Agnus Dei steht. Dieses umgeben Darstellungen der vier Evangelisten in Form hybrider apokalyptischer Figuren in menschlicher Gestalt, der Tetramorph. Auf der Ostwand ist ein Triptychon mit der Darstellung der Dreifaltigkeit in der Bildtradition des sedes gratiae erhalten. Flankiert wird diese von Johannes dem Täufer und dem Lamm sowie einer kaum noch erkennbaren Darstellung der Jungfrau Maria. In ihrer Gesamtheit geben die Fresken das Bildprogramm der Deesis wieder, einer verdichteten Ikonographie des Jüngsten Gerichts. Die Darstellung der Zwölf Apostel an den Seitenwänden, deren jeder Teile des Apostolischen Glaubensbekenntnisses trägt, betont noch die eucharistischen und eschatologischen Anspielungen des Wandfreskos.

## Baubeschreibung der Kirche
Der nördliche Teil der Mediascher Stadtpfarrkirche weist den Bautyp einer Basilika auf, der südliche ist als Hallenkirche errichtet. In ähnlicher Form findet sich diese Bauweise in der Stadtpfarrkirche von Hermannstadt; etwas früher als die Südseite der Margarethenkirche waren die Kirchen von Birthälm und Meschen als Hallenkirchen erbaut worden. Das nördliche Seitenschiff, das mit dem Mittelschiff durch Arkaden verbunden ist, ist älter als der restliche Bau. Die aus dem Jahre 1420 stammenden Fresken an der Trennwand zwischen Haupt- und nördlichem Seitenschiff sowie der Wand des nördlichen Mittelschiffs von den das Rippengewölbe stützenden Halbsäulen (Diensten) durchschnitten und zum Teil verdeckt werden.

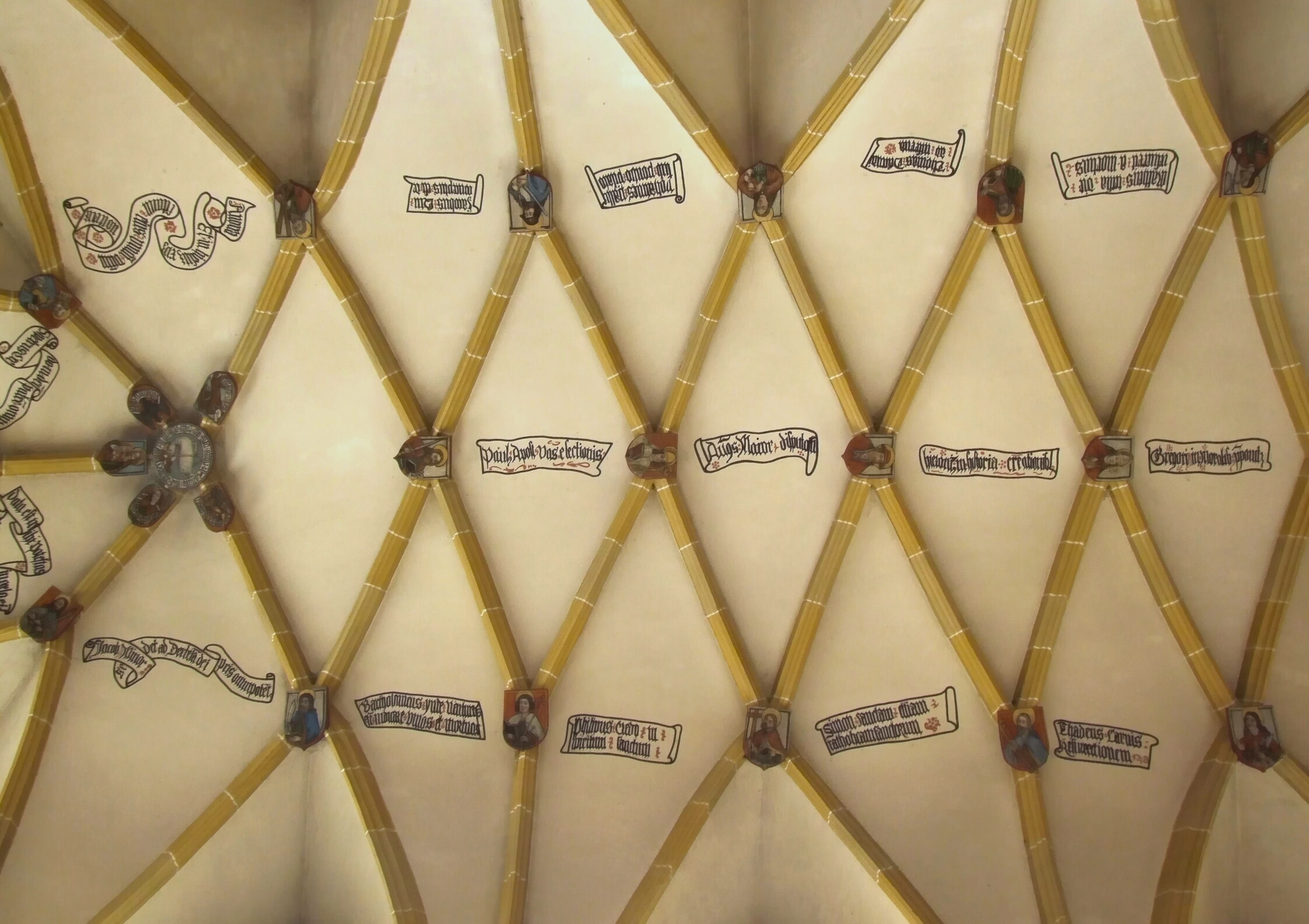
Kreuzrippengewölbe des Chors

Der fünfseitige Chorraum besitzt drei Joche, die mit einem Netzgewölbe überwölbt sind, dessen Gewölberippen auf von Diensten getragenen prismenförmigen Kapitellen ruhen. Der Schlussstein im Zentrum der Gewölberippen zeigt Christus als Lamm Gottes, umgeben von den Symbolen der vier Evangelisten. In den Scheitelpunkten der Gewölberippen befinden sich Wappenschilder mit menschlichen Gesichtern. Diesen zugeordnet sind Spruchbänder. Die äußeren Wappenschilde zeigen die zwölf Apostel. Nach einer mittelalterlichen Legende soll jeder der Apostel einen Teil des Apostolischen Glaubensbekenntnisses gesprochen haben; daher ist jedem Apostelbild ein Spruchband mit dem lateinischen Text des Glaubensbekenntnisses zugeordnet. Auf den mittleren Scheitelpunkten befinden sich Darstellungen der vier Kirchenväter Augustinus, Hieronymus, Gregor der Große und Ambrosius. Weitere Schilde an den Scheitelpunkten des Gewölbes im Hauptschiff zeigen in der Form einer „Wappenprozession“ hierarchisch geordnet das Wappen des ungarischen Königs Matthias Corvinus, das Mediașer Stadtwappen und verschiedener Zünfte.
Unter den dreiteiligen, mit spätgotischem Maßwerk ausgestatteten Fenstern verläuft ein Kaffgesims. Blattkonsolen, auf denen die Dienste ruhen, unterbrechen das Gesims. In Mittel- und Seitenschiffen entspringen die Gewölberippen ohne Kapitelle aus Diensten und Säulen. Auch in der Südfassade weisen die dreiteiligen Fenster spätgotisches Maßwerk auf. Anfang des 17. Jahrhunderts wurde in den beiden östlichsten Jochen des Südschiffs die Schneiderempore eingefügt, unterwölbt von auf Rundbogen ruhenden Kreuzgewölben. 1927–1930 wurde im Rahmen der Erhaltungsarbeiten am Trompeterturm der Westteil der Kirche weitgehend umgestaltet. Die gegen Ende des 19. Jahrhunderts angebrachten Blechrippen wurden während der Arbeiten von 1977–1988 durch hohle Stuckrippen ersetzt, die nur eine dekorative, nicht tragende Funktion haben.

## Ausstattung

### Mediascher Altar

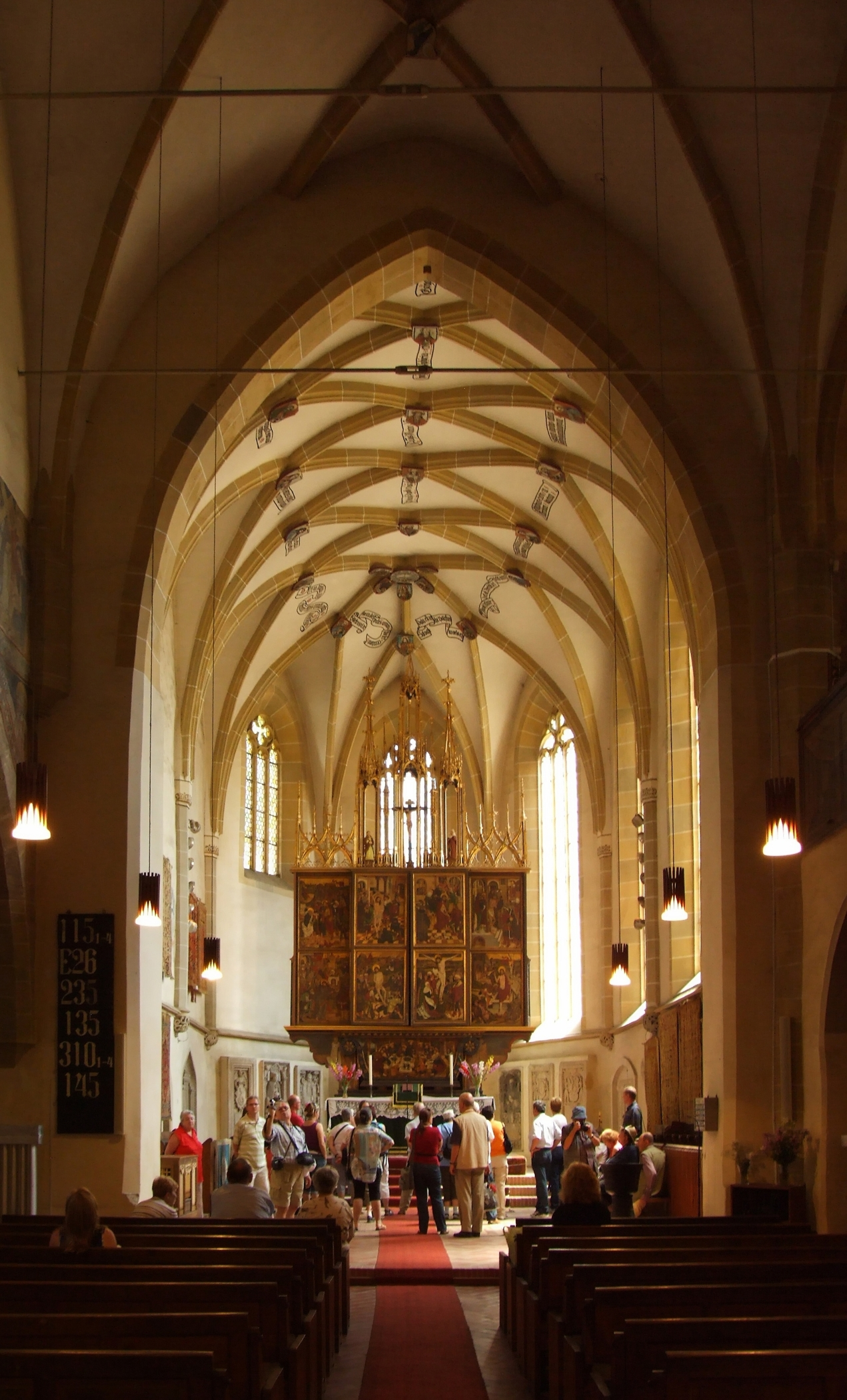
Chorraum und Hauptaltar; Werktagsseite mit Passionszyklus

Zu den künstlerisch wertvollsten Gegenständen der Kirche, wie auch der siebenbürgischen Kunst überhaupt, gehört der etwa zwischen 1490 und 1520 entstandene spätgotische Flügelaltar. Der ehemals reiche Figurenschmuck des Altars ist verlorengegangen. Die leeren Nischen aus der Predella werden durch ein Abendmahlsgemälde (um 1515) verdeckt, das nicht viel jünger ist als die Tafelmalereien des Altars. Dies zeigt, wie früh schon die Holzskulpturen des Altars verlorengegangen sind, möglicherweise schon 1545, als die sächsischen Pfarrer auf einer Synode den reformatorischen Bildersturm in den Kirchen Siebenbürgens beschlossen. Diese Synode fand ausgerechnet in der Margarethenkirche statt, deren Pfarrer, Bartholomäus Altemberger, als besonders eifriger Bilderstürmer hervortrat.
Die Werktagsseite des Altars zeigt auf acht Bildtafeln mit der Gefangennahme, Geißelung, Dornenkrönung, Verspottung, Kreuztragung, Christus in der Rast, Kreuzigung und Auferstehung einen Passionszyklus.
Der Maler des Passionszyklus, heute „Meister von Mediasch“ genannt, ist unbekannt geblieben. 1930 stellten Franz Juraschek und Victor Roth die stilistische Verwandtschaft der Kreuzigungstafel mit der entsprechenden Darstellung auf dem großen spätgotischen Flügelaltar des Wiener Schottenstifts heraus. Dort hatte im 15. Jahrhundert ein ebenfalls unbekannter Meister einen großen Flügelaltar geschaffen. Aus der gleichen Zeit in Siebenbürgen erhaltene Altäre wie der Birthälmer Altar in der Kirchenburg von Birthälm (1483) und die Bildtafeln des Altars von Großprobstdorf zeigen die gleichen künstlerischen Einflüsse der Schottenstiftschule und weisen auf die Existenz einer Malerwerkstatt in diesem Landesteil Siebenbürgens hin.

### Weitere Altäre
Im Zuge der Umgestaltung der Kirchenräume nach der Reformation war in den Kirchen lediglich der Hauptaltar belassen worden. Heute befinden sich in der Margarethenkirche weitere Altäre, die seit den 1990er Jahren zum Schutz vor Verfall und Beschädigung in die Margarethenkirche verbracht worden sind. Hierzu gehören der Tobsdorfer Altar aus der Kirche von Tobsdorf (1470/80) mit seiner Predella (um 1520), der 1999 im Nordschiff aufgestellt wurde, der Altar der Kirche von Nimesch (um 1520) der heute zusammen mit dem Nimescher Taufbecken auf der Südempore („Schneiderempore“) verwahrt wird, sowie der Altar von Schorsten (Șoroștin, um 1520), heute in der Sakristei. Die Altäre wurden Ende der 1970er Jahre in der Werkstatt von Gisela Richter und erneut 2005 von Ferenc Mihály restauriert.

### Chorgestühl aus Tobsdorf

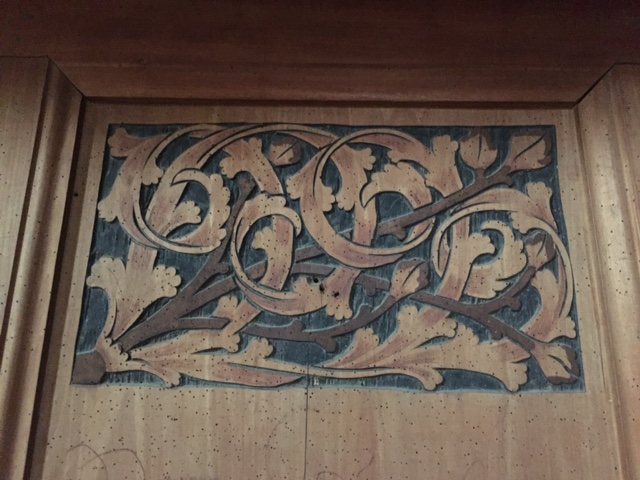
Typische Flachschnitzerei spätgotischer Chorgestühle aus dem Raum Mediasch – Birthälm – Schäßburg. Hier: Kirchenburg von Birthälm, 16. Jh.

Im Oktober 2018 wurde ein 1537 vom Schäßburger Meister Johannes Reychmuth angefertigtes Chorgestühl an der Nordwand des Chorraums aufgestellt und am 4. November eingeweiht. Das spätgotische Kastengestühl aus Lindenholz besteht aus zwei Teilen zu drei und sechs Sitzen („Stallen“). Es ist reich mit Blockintarsien und vegetabilen Flachschnittmotiven verziert. Es stand ursprünglich in der evangelischen Kirche von Tobsdorf und war in Einzelteile zerlegt in der Kirchenburg von Großau gelagert worden. 2010 wurde es zur Restaurierung in die Werkstatt der Hochschule für Angewandte Wissenschaft und Kunst (HAWK) gebracht. Dort wurden die von holzzerstörenden Insekten befallenen und stark beschädigten Einzelteile zunächst mit Stickstoff behandelt und mit Acrylharz gefestigt. Die Bruchstellen wurden mit 3-D-Laserscan erfasst. Fehlende Teile wurden mit einer CNC-Fräse passgenau aus Lindenholz angefertigt und mit hölzernen Armierungsstäben reversibel mit den Originalteilen verbunden. Eine Fehlstelle im Dorsale des Gestühls wurde digital wiederhergestellt und auf Lindenholz-Furnier gedruckt. Das Gestühl wurde schließlich auf einem rekonstruierten Podest aus Eichenholz montiert.
Chorgestühle dieses Typs sind in Siebenbürgen häufiger zu finden, beispielsweise im originalen Gestühl der Margarethenkirche, der Schäßburger Bergkirche, der Kirchenburg von Birthälm sowie in etwa einem Dutzend kleiner Dorfkirchen.

### Fresken
Während der Renovierung in den siebziger Jahren wurden an den nördlichen Wänden Fresken freigelegt. Die Fresken der Nordwand des Mittelschiffs wurden restauriert, jene des südlichen Seitenschiffs im Fundzustand belassen. Mindestens drei Meister haben bei ihrer Fertigung mitgewirkt. Datiert wurden sie zwischen 1385 und 1420. Durch ins Mauerwerk eindringende Feuchtigkeit haben die Fresken stark gelitten. Bei späteren Umbauten wurden sie teilweise zerstört, so ist beispielsweise die Darstellung der Anbetung der Könige vom heutigen Nordportal durchbrochen und von einem Pilaster zweigeteilt und teilweise verdeckt. Auf der Nordwand des Mittelschiffs fanden sich Darstellungen von Märtyrern. Weitere Fresken zeigen die alttestamentliche Szene aus (2 Mos 16 ), als Manna vom Himmel fiel, eine Dornenkrönung, und das „Martyrium der Zehntausend“. Ein Schriftband unter diesen Fresken gibt als Datum ihrer Vollendung das Jahr 1420 an. Auf den Zwickeln der Arkaden zwischen Haupt- und nördlichem Seitenschiff befindet sich eine Darstellung der Wurzel Jesse. Neben dieser beginnt ein Passionszyklus, der sich bis zum Triumphbogen erstreckt; die Kreuzigungsszene fehlt heute. Aufgrund ihrer künstlerisch weniger geschickten Gestaltung werden die Fresken des Passionszyklus eher einem Schüler oder weniger begabten Maler zugeschrieben.

### Taufbecken
Das bronzene Taufbecken in Form eines zweiteiligen Kelchs ist im letzten Viertel des 14. Jahrhunderts entstanden, und somit das älteste Taufbecken der evangelischen Kirche in Rumänien. Eine Inschrift in gotischer Minuskel gibt das „Ave Maria“ wieder. Im Inneren der Kuppa befindet sich ein Bronzebecken, das diese annähernd ausfüllt und in dessen Rand eine Tughra-ähnliche Inschrift eingeprägt ist.

### Kanzel
Die Kanzel am vierten Pfeiler des Südschiffs wird von einem Schalldeckel im Barockstil überwölbt. Das reich ornamentierte und farbig gefasste Werk zeigt den Erzengel Michael mit dem Drachen sowie eine Taube als Symbol des heiligen Geistes. Sie wurde vom Siebenbürger Schnitzer und Bildhauer Sigismund Möss (gest. 1687) geschaffen, dem neben dem Kanzeldeckel der Margarethenkirche noch derjenige der Kirche von Mühlbach, die Altäre von Hammersdorf und Urwegen, sowie verschiedene Epitaphien in der Ferula der Hermannstädter Stadtpfarrkirche sicher zuzuschreiben sind; wahrscheinlich hat der Künstler auch den Orgelprospekt der Stadtpfarrkirche geschaffen.

### Orgel
Schon im Jahr 1535 ist das Vorhandensein einer Orgel in der Margarethenkirche urkundlich belegt. Anfangs befand sie sich auf der Nordseite des Chorraums. Für das Jahr 1621 ist überliefert, dass Stadtpfarrer Simon Kirtscher, dessen Grabplatte sich heute im Chor befindet, die Orgel habe „durchaus verbesser[n]“ lassen. Der Notar Daniel Conrad von Heydendorff vermerkt in einem Stadtprotokoll aus dem Jahr 1732 eine Kirchenrenovierung. In diesem Zusammenhang sei die „große Orgel“ aus dem Chor ins Kirchenschiff verlegt und bei dieser Gelegenheit mit neuen Orgelwerken erweitert worden.
Heute befindet sich eine barocke Orgel des siebenbürgischen Orgelbauers Johannes Hahn von 1755 auf der westlichen Empore. Der originale Vertrag von 1755, in dem Disposition, Material und Kosten des Orgelbaus ausführlich aufgelistet sind, ist im Gemeindearchiv von Mediasch erhalten.
Das Werk verfügt über zwei Manuale und ein Pedal, 24 klingende Register mit mehr als 1300 Orgelpfeifen. 1873 baute Wilhelm Hörbiger die Orgel im Musikgeschmack seiner Zeit um (Magazinbalg, Ergänzen der kurzen Oktave, Umdisponieren des Positivs und des Pedals). 1983 erfolgte eine Reparatur durch die landeskirchliche Orgelwerkstatt (Hermann Binder). 2005 stellte Binder den ursprünglichen Zustand der Orgel wieder her: Der Spieltisch wurde wieder in die ursprüngliche Anordnung zurückgeführt, eine neue Pedalklaviatur wurde eingebaut. 2013 wurden von Burghard Wenzel Stimm- und Intonationsarbeiten durchgeführt. Der Bau einer Pedallade für einige frei stehende Pfeifen ist geplant.
Die heutige Disposition lautet wie folgt:
| I Manual       |        |
| Bourdon        | 16'    |
| Principal      | 8'     |
| Spitzflöte     | 8′     |
| Viola di Gamba | 8′     |
| Octav          | 4′     |
| Spitzflöte     | 4′     |
| Quinte         | 2 2/3′ |
| Superoctav     | 2′     |
| Waldflöte      | 2′     |
| Quint          | 1 1/3′ |
| Mixtur 5–6fach |        |

| II Manual     |    |
| Coppel        | 8′ |
| Fugara        | 4′ |
| Flöt          | 4′ |
| Principal     | 2′ |
| Sedecima      | 1′ |
| Mixtur 3-fach |    |
| Regal         | 8′ |

| Pedal    |     |
| Violon   | 16′ |
| Subbaß   | 16′ |
| Octavbaß | 8′  |
| Cello    | 8′  |
| Flöte    | 4′  |
| Posaune  | 8′  |

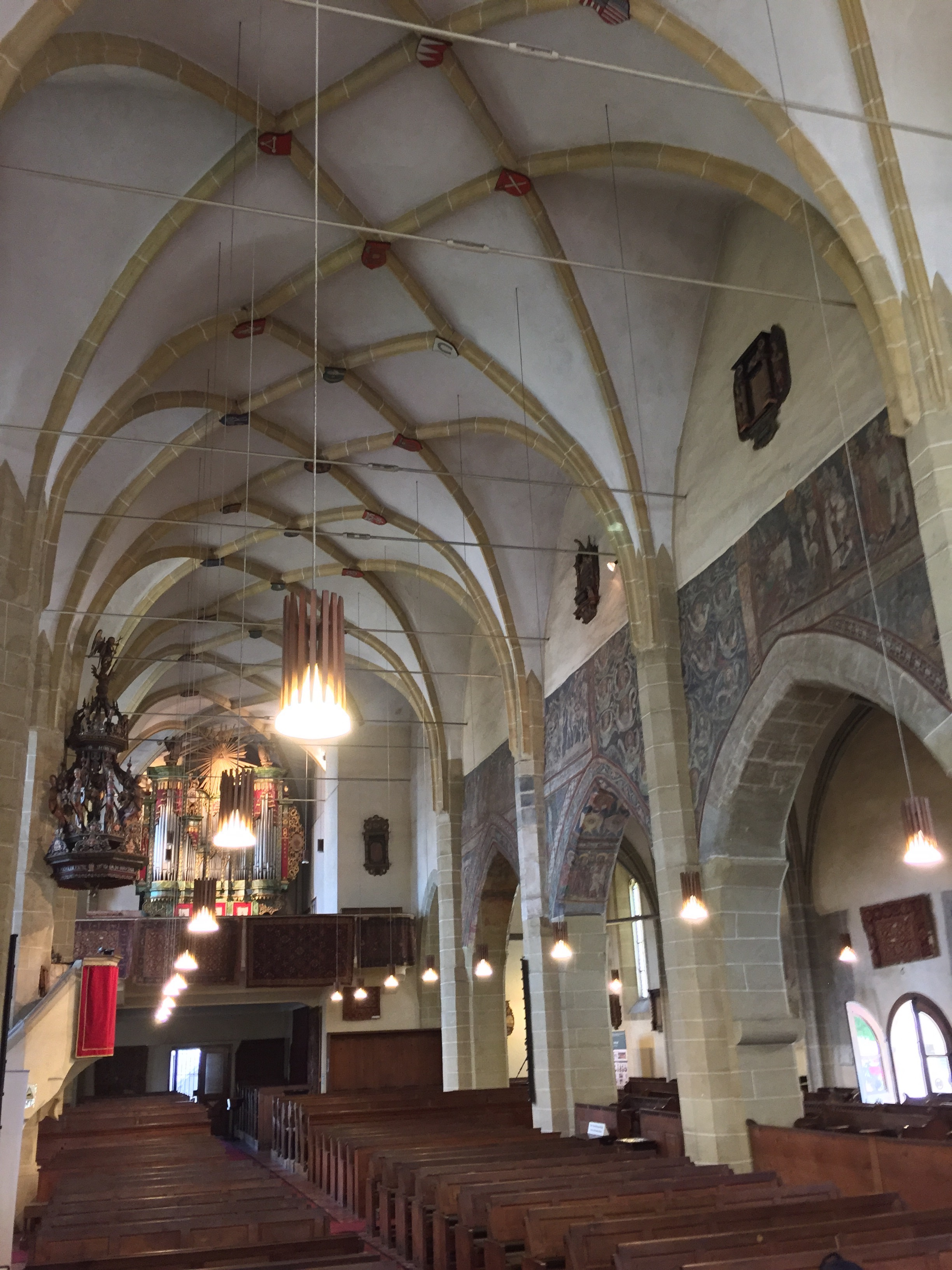
Blick in das Hauptschiff mit der Kanzel, Orgelempore und den Fresken der Nordwand, 2018

Register- und Spieltraktur sind mechanisch.

### Teppiche

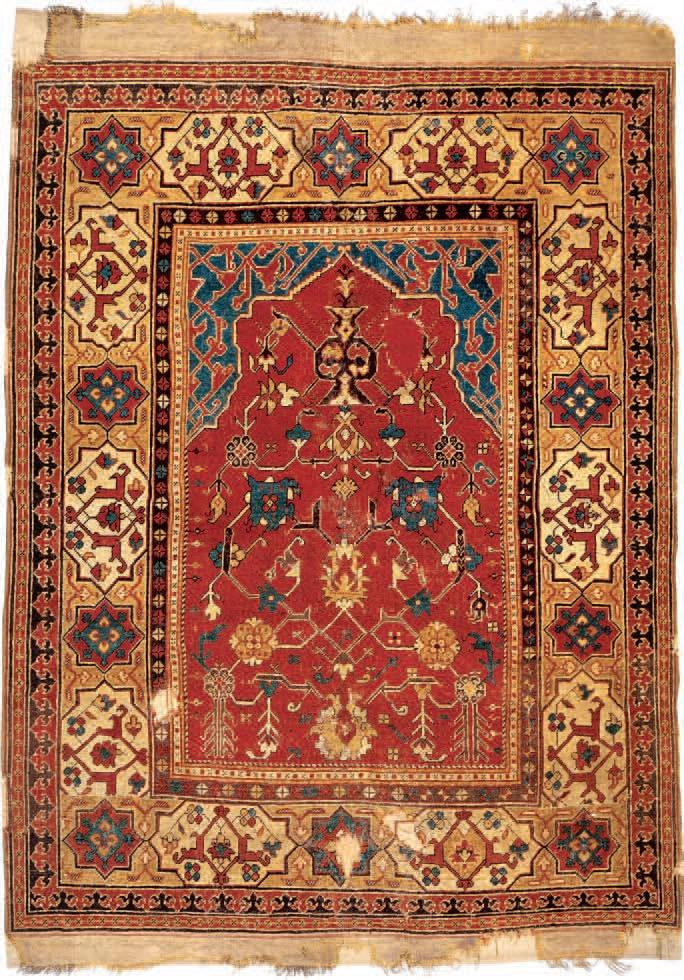
„Siebenbürger“ Einzelnischenteppich

Die Teppiche an den Wänden im Chorraum und im Hauptschiff der Kirche stammen aus der Zeitspanne zwischen dem 16. und dem 18. Jahrhundert. Es sind anatolische Teppiche, so genannte „Siebenbürger Teppiche“, die der Kirche von Bürgern der Stadt gespendet worden sind. Neben der Teppichsammlung der Schwarzen Kirche von Kronstadt ist dies die bedeutendste Sammlung ihrer Art in Europa. Im 19. Jahrhundert erkannte der österreichische Kunsthistoriker Alois Riegl den geschichtlichen und künstlerischen Wert der in den Kirchen Siebenbürgens erhaltenen Teppiche. Das Interesse der Bevölkerung an diesen Kunstschätzen erwachte. Ernst Kühlbrandt beschrieb sie als erster. Auf den Rat Riegls hin wurde eine erste Bestandsaufnahme der Teppiche erstellt; diese wurden gereinigt und wieder ausgestellt. Lange Zeit war die Arbeit des Siebenbürgers Emil Schmutzler die umfangreichste Beschreibung. Erst 2005 wurden sie erneut Gegenstand einer Veröffentlichung. Seit Anfang des Jahrzehnts wurden auch „Kirchenteppiche“ aus kleineren Kirchen der Umgebung in die Sammlung der Margarethenkirche verbracht, wo sie besser erhalten und vor Diebstahl geschützt werden können.

### Grabplatten und Epitaphe
Die Grabplatten hinter dem Altar und weitere Grabplatten erinnern an Persönlichkeiten, die im Innenraum der Kirche begraben wurden. Der erste Grabstein links ist der Grabstein des Pfarrers und Schriftstellers Christian Schesaeus (Autor des Werkes „Ruinae pannonicae“). Es folgen die Grabplatten des Stadtpfarrers Simon Kirtscher (gest. 1621) und der Barbara Theilesius, geb. Schlemmer, der Ehefrau des Stadtpfarrers und späteren Bischofs Georg Theilesius (1576–1646). Dieser Grabstein wird dem Bildhauermeister Elias Nicolai aus Hermannstadt zugeschrieben. Weitere Grabplatten lassen sich dem Pfarrer Simon Kirtscher († 1621), und dem Bürgermeister Petrus Gotterbarmert († 1623) zuordnen. An der Nordwand des Chorraums befindet sich eine Gedenktafel für die Gefallenen des Ersten Weltkriegs, an der Südseite ist eine Gedenktafel für die Opfer des Zweiten Weltkriegs, der Deportationen in die Sowjetunion, sowie der kommunistischen Internierungslager. An den Wänden der Kirchenschiffe befinden sich weitere holzgeschnitzte und bemalte Epitaphe Mediaşer Bürger.

### Sitzbänke
Die Sitzbänke im vorderen Teil des Kirchenschiffs besitzen in der Margarethenkirche (so wie in der Schwarzen Kirche von Kronstadt) entlang der Längsachse nach vorn und hinten klappbare Sitzlehnen. In jedem Gottesdienst und bei jedem Orgelkonzert können darum die Besucher mit dem Gesicht zur Kanzel bzw. Orgel sitzen.

## Sakristei
In der Sakristei der Margarethenkirche sind Inschriftenfresken erhalten. Von besonderer Bedeutung für die Datierung des Kirchenbaus ist ein Monogramm König Wladyslaw II. Jagiellos (reg. 1490–1516), welches die Angabe von Georgius Soterius in seinem Werk Historia Transilvaniae stützt, wonach die Kirche im Jahr 1488 umgebaut wurde. Neben lateinischen Inschriften (Nordwand: MARI/A MATER GRACI(A)E, M[A]/TER MI/ SERIC[O]R[DIAE]; Südwand: O SACRUM [C]O/NVIVUM IN QUO CRISTUS SU/MITUR RA[COLITUR]) findet sich eine Inschrift in slawischer Sprache: PANE BOZIE DAI SVOBODU CZITIEM R mit dem Christusmonogramm IHS. Sie gibt den Beginn einer Marienhymne der Böhmischen Brüder wieder, denen König Wladyslaw nahegestanden hatte.

## Stadtpfarrer von Mediaș
Vor der Reformation
- Adam, Sacerdos de Villa Medjes, 1283
- Wylandus, 1334
- Andreas Plebanus in Medjes, 1420
- Johannes Henrici, 1441
- Michael, rector parochialis Ecc.[lesiae] b.[eatae] Margarethe, 1453
- Martinus Andree de Nova Villa, 1470–1471
- Valentinus Baccalaureus, 1477
- Stephanus, 1492–1504
- Johannes Fridricus Magister, 1510–1535
- Vincentius, 1537

Nach der Reformation
| | |
| - Bartholomäus Altemberger, bis 1547 - Mathias Hentzius, bis 1560 - Georgius Gabriel und - Georgius Salburger, bis 1569 - Christian Schesaeus, bis 1585 - Simon Hermanus, bis 1590 - Martinus Oltardus, bis 1591 - Franciscus Valentinianus, bis 1597 - Mathias Schiffbaumer, bis 1601 (Bischof 1601–1611) - Simon Kirtscher, bis 1621 - Georg Theilesius, bis 1627 (Bischof 1627–1646) - Georgius May, bis 1632 - Paulus Graffius, bis 1645 - Mathias Miles, bis 1649 - Johannes Scharsius, bis 1657 - Stephanus Adami, bis 1666 (Bischof 1666–1679) - Johannes Czekelius, bis 1668 - Lucas Graffius, bis 1671 - Michael Pancratius, bis 1686 (Bischof 1686–1690) - Lucas Hermanus, bis 1691 (Bischof 1691–1707) - Stephanus Gunthardus, bis 1698 - Lucas Graffius, bis 1712 (Bischof 1712–1736) | - Georgius Haner, bis 1737 (Bischof 1736–1740) - Aegidius Mangesius, bis 1740 - Georg Jeremias Haner, bis 1759 (Bischof 1759–1777) - Andreas Schunn, bis 1762 - Nathanael Schuller, bis 1783 - Johannes Schmidt, bis 1821 - Johannes Wagner, bis 1830 - Simon Gottlieb Brandsch, bis 1852 - Samuel Joseph Fabini, bis 1874 - Johannes Petrus Oberth, bis 1901 - Johann Carolus Lehrer, bis 1916 - Carl Martin Römer, bis 1941 - Gustav Göckler, bis 1962 - Hans Scheerer, bis 1970 - Michael Paulini, bis 1984 - Dietmar Plajer, bis 1992 - Kurt Fabricius, bis 1995 - Kilian Dörr, bis 1999 - Ralf Schultz, bis 2002 - Reinhart Guib, bis 2010 (Bischof seit 2010) - Gerhard Servatius-Depner, geschäftsführender Pfarrer seit 2010 |